# William Cartwright
 Der er for få eller ingen kildehenvisninger i denne artikel, hvilket er et problem. Du kan hjælpe ved at angive troværdige kilder til de påstande, som fremføres i artiklen.

William Cartwright (1. september 1611 – 29. november 1643)[kilde mangler] var en engelsk dramatiker, lyriker og præst, kendt for sin tilknytning til Ben Jonsons stil og sin rolle i den engelske litterære tradition i første halvdel af 1600-tallet.
Cartwright var præst og blev en berømt prædikant. Som digter hørte han til Ben Jonsons skole og er en af de berømteste af "Benjamins Stamme", som Jonsons efterfølgere kaldtes. Af hans 4 skuespil
kan nævnes den romantiske komedie The Royal Slave,[kilde mangler] en satire rettet mod puritanerne, der 1637 opførtes af studenter for kongen og dronningen i Oxford. Hans skuespil findes i Dodsleys Old Plays, hans digte i Chalmers' British Poets, bind VI.[kilde mangler]

## Biografi
William Cartwright blev født i Northway i Gloucestershire. Han blev uddannet ved Westminster School og senere ved Christ Church, Oxford, hvor han udmærkede sig akademisk. Han blev kendt for sin veltalenhed og skarpe intellekt, hvilket førte til en stilling som underviser ved universitetet.[kilde mangler]

## Forfatterskab
Cartwright var en af de mest anerkendte dramatikere i sin tid og tilhørte kredsen af forfattere inspireret af Ben Jonson, ofte kaldet "Benjamins Stamme".[kilde mangler]
Ud over sin dramatik skrev Cartwright lyriske digte, hvoraf mange blev udgivet posthumt. Hans samtidige, herunder Thomas Fuller, roste ham højt.[kilde mangler]